# Лиса Сандърс
Лиса Сандърс (р. 24 юли 1956) е американски лекар, медицински автор и журналист, клиничен доцент по вътрешна медицина и медицинско образование в Йейл. Тя списва колонка, наречена Диагноза за Ню Йорк Таймс от 2002, която вдъхновява телевизионния сериал Д-р Хаус през средата на 2000-те. Тя става един от трите технически съветници по сериала.
Лиса Сандърс завършва специалност по английски език във Вирджинския колеж „Уилям и Мери“, по-късно завършва двугодишна пост-бакалавърска предмедицинска програма в Колумбийския университет, и се дипломира през 1997 в Йейлското училище по медицина на 41 години, а после става и част от Отдела по вътрешна медицина на Йейлското училище по медицина на Университета Йейл.
През 2009 публикува книгата „Всеки пациент разказва история“ (Every Patient Tells a Story) относно диагностичната стойност на интервютата на пациенти и тяхното неправилно игнориране и пренебрегване при извършването на тестове.

## Биография
- The Perfect Fit Diet: Combine What Science Knows About Weight Loss With What You Know About Yourself. Rodale International Ltd, (3 януари 2004). ISBN 978-1-4050-7740-8
- „The Perfect Fit Diet: How to Lose Weight, Keep it Off and Still Eat the Foods You Love“. St. Martin's Griffin (27 декември 2005) ISBN 0-312-33823-6
- Every Patient Tells a Story: Medical Mysteries and the Art of Diagnosis. Broadway, (11 август 2009). ISBN 978-0-7679-2246-3